# بونفاسيو دي بلاس إي مونيوث
بونفاسيو دي بلاس إي مونيوث هو دبلوماسي وسياسي إسباني، ولد في 1827 في Villacastín ‏ في إسبانيا، وتوفي في 1880 في مدريد في إسبانيا. نشط حزبياً في الحزب الدستوري. وقد انتخب عضو مجلس النواب الإسباني ‏.